# ديفيد بيرنسايد (سياسي)
ديفيد بيرنسايد هو فلاح وسياسي بريطاني، ولد في 24 أغسطس 1951 في Ballymoney ‏ في المملكة المتحدة. نشط حزبياً في حزب ألستر الوحدوي.

## مناصب
- في انتخابات الجمعية التشريعية لأيرلندا الشمالية، 2003 [الإنجليزية]‏، انتخب عضو الجمعية التشريعية الثانية لأيرلندا الشمالية ‏ عن دائرة South Antrim (Assembly constituency) [الإنجليزية]‏ وقد انضم خلال فترته النيابية ‏ (26 نوفمبر 2003 – 30 يناير 2007) للكتلة البرلمانية حزب ألستر الوحدوي.
- في انتخابات الجمعية التشريعية لأيرلندا الشمالية، 2007 [الإنجليزية]‏، انتخب عضو الجمعية التشريعية الثالثة لأيرلندا الشمالية ‏ عن دائرة South Antrim (Assembly constituency) [الإنجليزية]‏ وقد انضم خلال فترته النيابية ‏ (9 مارس 2007 – 1 يونيو 2009) للكتلة البرلمانية حزب ألستر الوحدوي.
- انتخب عضو البرلمان الثالث والخمسون للمملكة المتحدة  [لغات أخرى]‏ عن دائرة أنتريم الجنوبية وقد انضم خلال فترته النيابية ‏ (9 يناير 2004 – 11 أبريل 2005) للكتلة البرلمانية حزب ألستر الوحدوي.
- انتخب عضو البرلمان الثالث والخمسون للمملكة المتحدة  [لغات أخرى]‏ عن دائرة أنتريم الجنوبية وقد انضم خلال فترته النيابية ‏ (23 يونيو 2003 – 8 يناير 2004) للكتلة البرلمانية مستقل.
- في الانتخابات العامة في المملكة المتحدة 2001، انتخب عضو البرلمان الثالث والخمسون للمملكة المتحدة  [لغات أخرى]‏ عن دائرة أنتريم الجنوبية وقد انضم خلال فترته النيابية ‏ (7 يونيو 2001 – 22 يونيو 2003) للكتلة البرلمانية حزب ألستر الوحدوي.

## وصلات خارجية
- الموقع الرسمي